# Meat Puppets II
Albums de Meat Puppets
Meat Puppets
(1982) Up on the Sun
(1985)
Meat Puppets II est un album de Meat Puppets, sorti en 1983.

## L'album
Trois titres seront repris par Nirvana dans Unplugged in New York, Plateau, Oh, Me et Lake of fire. Les critiques sont très favorables dès la sortie de l'album. Rolling Stone écrit ainsi : one of the funniest and most enjoyable albums. Pitchfork le classe à la 94e place de son classement des meilleurs albums des années 1980 et Slant Magazine à la 91e du sien. Il fait partie du livre 1001 Albums You Must Hear Before You Die.

### Titres
Tous les titres sont de Curt Kirkwood.
1. Split Myself in Two (2:22)
2. Magic Toy Missing (1:20)
3. Lost (3:24)
4. Plateau (2:22)
5. Aurora Borealis (2:44)
6. We're Here (2:40)
7. Climbing (2:41)
8. New Gods (2:09)
9. Oh, Me (2:59)
10. Lake of Fire (1:54)
11. I'm a Mindless Idiot (2:26)
12. The Whistling Song (2:56)

### Musiciens
- Curt Kirkwood : guitare, voix
- Cris Kirkwood : basse, voix
- Derrick Bostrom : batterie